# Kamienica przy ul. Dąbrowskiego 42 w Poznaniu
Kamienica przy ul. Dąbrowskiego 42 – zabytkowa, szkieletowa kamienica zlokalizowana w Poznaniu, na Jeżycach, przy ul. Dąbrowskiego 42 (południowa pierzeja). Wzniesiono ją około roku 1870.
Trójkondygnacyjny, ośmioosiowy budynek reprezentuje typ zabudowy charakterystyczny dla przedpola twierdzy poznańskiej, gdzie obowiązywał zakaz wznoszenia trwałych obiektów. Możliwe było budowanie domów z drewna lub muru pruskiego, jak w tym wypadku. Staranne wykonanie kamienicy podkreśla ozdobny ganek, ponad którym nadwieszono dwuosiowy ryzalit zwieńczony ozdobnym trójkątnym, drewnianym szczytem. Budynek mógł stanowić część gospodarstwa bamberskiego. Według niepotwierdzonych informacji mógł tu działać urząd pocztowy przed przyłączeniem Jeżyc do Poznania w 1900. W 2005 zaniedbany wcześniej obiekt wyremontowano, a w latach 2012-2023 działa tu restauracja. Wyeksponowane są oryginalne belki wewnątrz lokalu. 